# Hydroptila giudicellorum
Hydroptila giudicellorum är en nattsländeart som beskrevs av Lazar Botosaneanu 1980. Hydroptila giudicellorum ingår i släktet Hydroptila och familjen smånattsländor. Inga underarter finns listade i Catalogue of Life.